# Хагермарш
Хагермарш (нем. Hagermarsch) — община в Германии, в земле Нижняя Саксония.
Входит в состав района Аурих. Подчиняется союзу общин Хаге. Население составляет 436 человек (на 31 декабря 2010 года). Занимает площадь 22,32 км².
| Год  | Население |
| ---- | --------- |
| 1990 | 530       |
| 1995 | 609       |
| 2000 | 567       |
| 2005 | 471       |
| 2010 | 438       |